# Albrecht von Bernstorff (1809-1873)
Albrecht von Bernstorff (Wittendörp, 22 marzo 1809 – Londra, 26 marzo 1873) è stato un politico prussiano.

## Biografia

### La carriera diplomatica

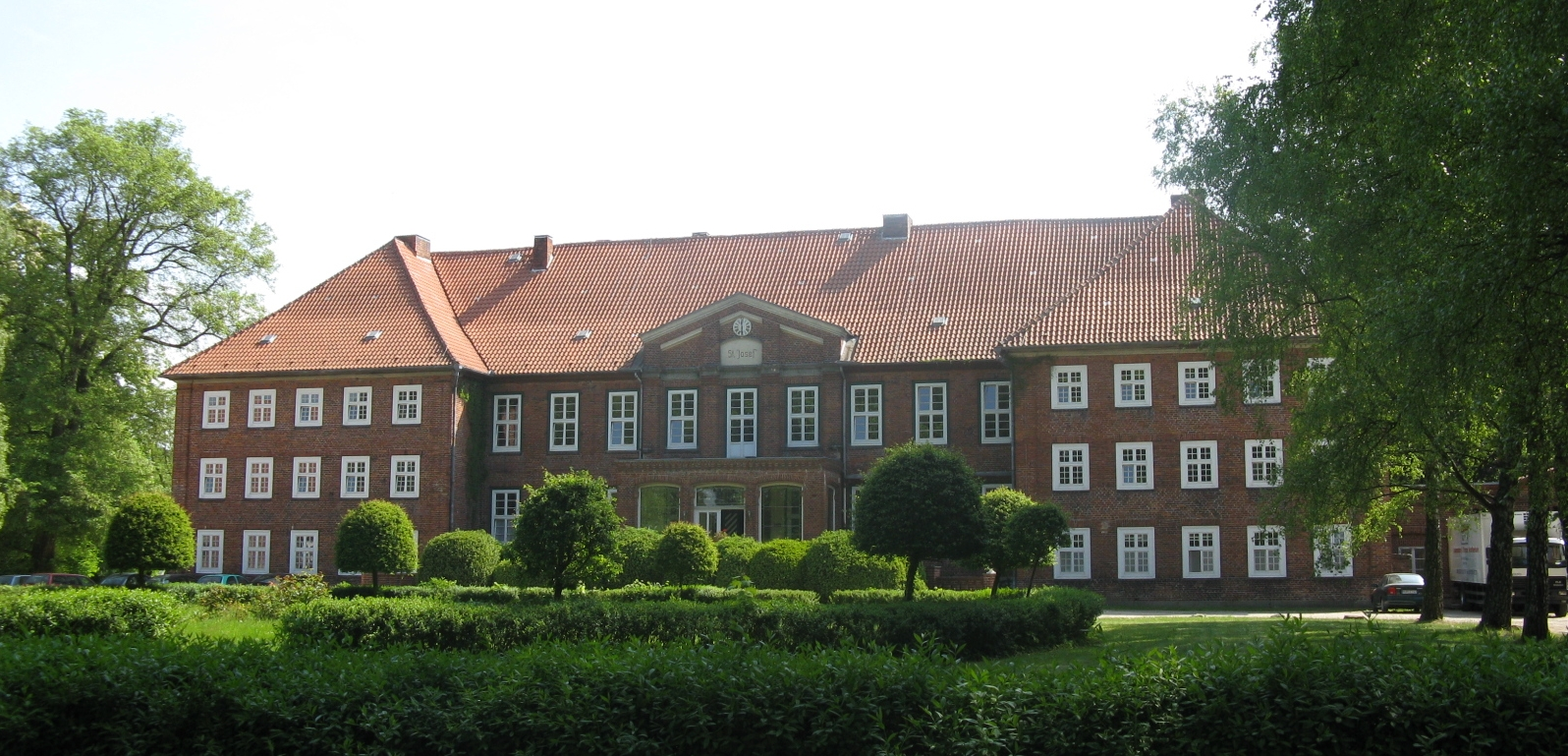
Il Castello di Dreilützow a Wittendörp, residenza di famiglia ove nel 1809 nacque Albrecht von Bernstorff

Bernstorff nacque in seno a una casata aristocratica di rango comitale, nel Castello di Dreilützow (oggi comune di Wittendörp), residenza di famiglia nel ducato di Meclemburgo-Schwerin.
Intraprese quindi gli studi di giurisprudenza presso le università di Gottinga e di Berlino, aderendo al servizio diplomatico prussiano.
Nel 1832 egli divenne attaché alla legazione prussiana ad Amburgo. L'anno successivo divenne segretario di legazione presso L'Aia. Nel 1837 venne trasferito come consigliere alla legazione di San Pietroburgo, ma a causa della morte di suo padre fece ritorno in Germania quello stesso anno per occuparsi degli affari di famiglia. Nel 1838, dopo un anno di pausa, riprese il servizio diplomatico venendo destinato a Parigi dove, nel 1839, sposò Anna von Könneritz, figlio dell'ambasciatore di Sassonia alla corte francese, Hans Heinrich von Könneritz (1790–1863). Nel 1840 Bernstorff divenne chargé d'affaires a Napoli e dal 1841 tornò con questa qualifica a Parigi.
Successivamente, dal 1842, egli fu Consigliere esperto (Vortragender Rat) nella sessione politica del ministero degli esteri prussiano, con l'incarico occasionalmente ed in caso di impossibilità di rappresentare il ministro degli esteri. Dal 1845 venne promosso al rango di Ministro Plenipotenziario e inviato straordinario a Monaco di Baviera.
Dopo altri viaggi diplomatici, nel maggio del 1848 venne inviato a Vienna durante la rivoluzione, rimanendovi sino al 1851. Durante questo periodo egli si prodigò per mantenere una solida alleanza tra Prussia e Austria anche se le differenze tra i due stati vennero distanziate maggiormente dall'ascesa al ruolo di primo ministro austriaco del principe Felix Schwarzenberg.
Tra il 1851-1852, Bernstorff fu in Prussia come membro della camera alta del parlamento prussiano nella fazione degli qAlvensleben. Nel 1852 venne inviato nuovamente a Napoli.
Poco dopo lo scoppio della Guerra di Crimea nel 1854, venne inviato col titolo di ambasciatore prussiano a Londra e promosse ottime relazioni tra i due paesi.

## Ministro degli Esteri
Nell'ottobre del 1861, Bernstorff lasciò Londra per divenire Ministro degli Affari Esteri del Regno di Prussia nel gabinetto del primo ministro principe Carlo Antonio di Hohenzollern-Sigmaringen (tale posizione gli era già stata offerta nel 1848 dal re Federico Guglielmo IV ma egli aveva rifiutato). La scelta di Bernstorff fu indicata per rimpiazzare il passivo conte Alexander von Schleinitz (di spirito liberale antiquato), preferendovi invece conservatori come Bernstorff, August von der Heydt e Albrecht von Roon.
Egli, come ministro, introdusse nuove strategie e nuove politiche. Durante questo periodo si stava discutendo per una riforma della Confederazione germanica e Bernstorff rispolverò un progetto del 1849 che prevedeva la formazione di un Bundestaat tedesco-prussiano di modo da inibire il ruolo dell'Austria. Il piano non venne seguito in toto ma lo spirito di prosecuzione degli eventi fu mirato in questa direzione.
Bernstorff, inoltre, negoziò delle convenzioni militari con vari stati della Germania settentrionale concludendo accordi di libero commercio con la Francia come parte della politica dello Zollverein di isolamento nei confronti dell'Austria, riconoscendo tra le altre cose il neonato Regno d'Italia come stato ed aiutandolo nella guerra di liberazione dal dominio austriaco.

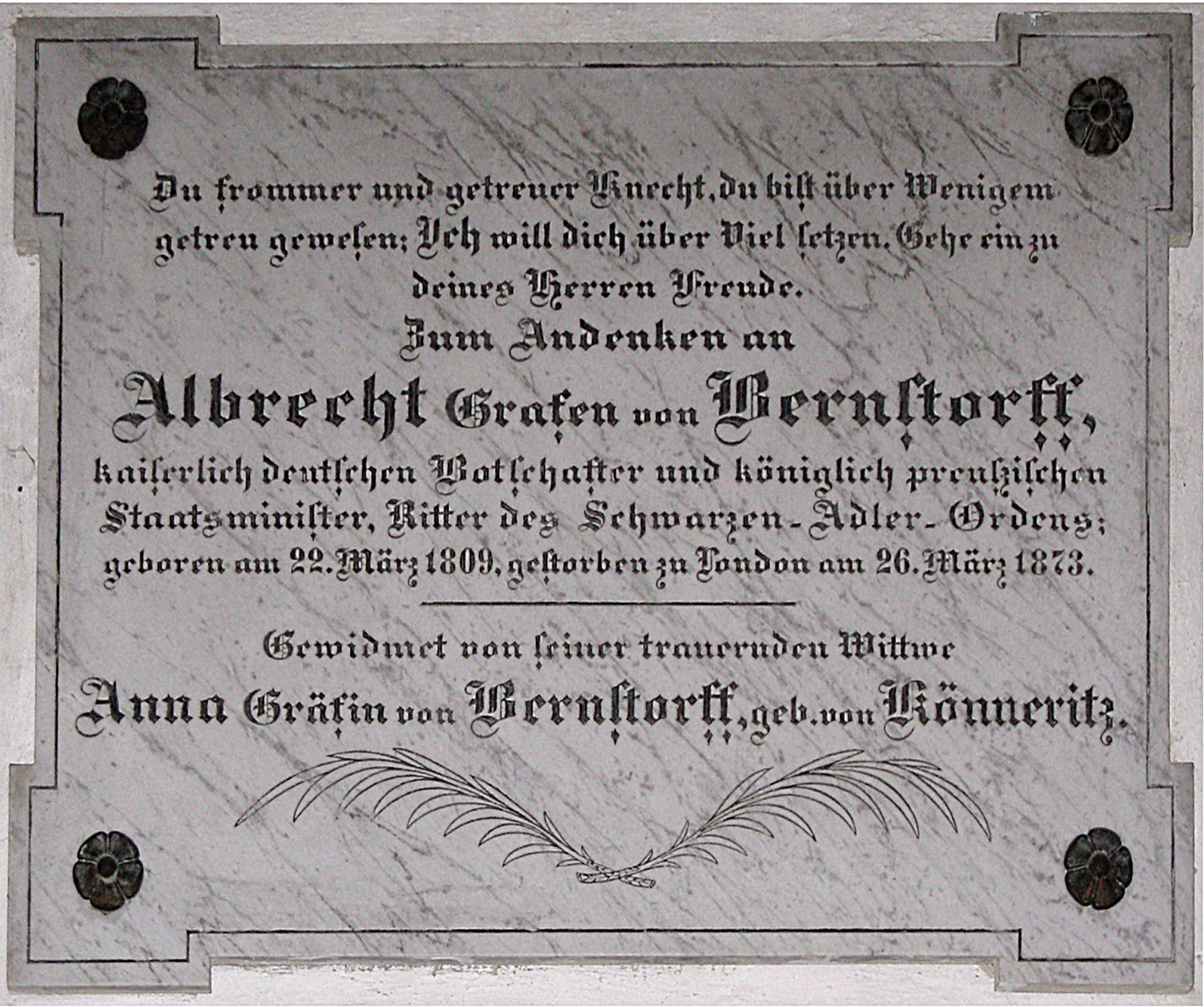
Lastra tombale di Albrecht von Bernstorff nella chiesa di Lesshan ove si trova il mausoleo della famiglia

All'inizio della crisi costituzionale prussiana del 1859-1866, Guglielmo I ed il suo governo dovettero fronteggiare il problema di continuare le azioni di governo senza una costituzione. Von der Heydt, Bernstorff ed il ministro del commercio Heinrich Wilhelm von Holtzbrinck, rigettarono questa idea ritenendola una violazione dei diritti stessi del popolo prussiano e diedero le loro dimissioni dal gabinetto di governo. Altri ministri vennero preparati e, su suggerimento del ministro della guerra von Roon, venne promossa largamente la figura di Otto von Bismarck. Ad ogni modo, nel 1862 Bernstorff venne ripristinato al suo posto e criticherà poi Bismarck per le sue politiche machiavelliche.
Egli a questo punto diede le proprie dimissioni da ambasciatore prussiano a Londra. Durante questo periodo egli prestò servizio come delegato prussiano alla Conferenza di Londra del 1864 che portò alla sigla del Trattato di Vienna. Nel 1867 fu ambasciatore della Confederazione germanica del nord ai negoziati del Trattato di Londra che determinò lo status del Lussemburgo.
Von Bernstorff morì nel 1873 e venne sepolto, secondo le sue intenzioni, nel mausoleo di famiglia nella chiesa di Lassahn, nel Meclemburgo-Pomerania Anteriore.

## Ascendenza
|                                            |                                           |                                                                 | Genitori                                            |  |  | Nonni |  |  | Bisnonni                              |  |  | Trisnonni                            |  |
|                                            |                                           |                                                                 |                                                     |  |  |       |  |  | Andreas Gottlieb, conte di Bernstorff |  |  | Joachim Engelke, conte di Bernstorff |  |
|                                            |                                           |                                                                 |                                                     |  |  |       |  |  | Andreas Gottlieb, conte di Bernstorff |  |  | Joachim Engelke, conte di Bernstorff |  |
|                                            |                                           | Charlotte Sophie von Bernstorff                                 |                                                     |  |  |       |  |  | Andreas Gottlieb, conte di Bernstorff |  |  |                                      |  |
| Andreas Peter, conte di Bernstorff         |                                           |                                                                 |                                                     |  |  |       |  |  | Andreas Gottlieb, conte di Bernstorff |  |  |                                      |  |
|                                            |                                           | Dorothea Wilhelmine von Weitersheim                             | Bechtold, barone di Weitersheim                     |  |  |       |  |  |                                       |  |  |                                      |  |
|                                            |                                           | Dorothea Wilhelmine von Weitersheim                             | Bechtold, barone di Weitersheim                     |  |  |       |  |  |                                       |  |  |                                      |  |
|                                            |                                           | Dorothea Wilhelmine von Weitersheim                             | Klaudia Magdalene von Zedlitz                       |  |  |       |  |  |                                       |  |  |                                      |  |
| Friedrich, conte di Bernstorff             |                                           | Dorothea Wilhelmine von Weitersheim                             |                                                     |  |  |       |  |  |                                       |  |  |                                      |  |
|                                            |                                           | Christian Günther, conte di Stolberg-Stolberg                   | Christoph Friedrich, conte di Stolberg-Stolberg     |  |  |       |  |  |                                       |  |  |                                      |  |
|                                            |                                           | Christian Günther, conte di Stolberg-Stolberg                   | Christoph Friedrich, conte di Stolberg-Stolberg     |  |  |       |  |  |                                       |  |  |                                      |  |
|                                            |                                           | Christian Günther, conte di Stolberg-Stolberg                   | Henriette von Bibran-Modlau                         |  |  |       |  |  |                                       |  |  |                                      |  |
| Henriette zu Stolberg-Stolberg             |                                           | Christian Günther, conte di Stolberg-Stolberg                   |                                                     |  |  |       |  |  |                                       |  |  |                                      |  |
|                                            |                                           | Christiane zu Castell-Remlingen                                 | Carl Friedrich Gottlieb, conte di Castell-Remlingen |  |  |       |  |  |                                       |  |  |                                      |  |
|                                            |                                           | Christiane zu Castell-Remlingen                                 | Carl Friedrich Gottlieb, conte di Castell-Remlingen |  |  |       |  |  |                                       |  |  |                                      |  |
|                                            |                                           | Christiane zu Castell-Remlingen                                 | Friederike Eleonore zu Castell-Rüdenhausen          |  |  |       |  |  |                                       |  |  |                                      |  |
| Albrecht, conte di Bernstorff              |                                           | Christiane zu Castell-Remlingen                                 |                                                     |  |  |       |  |  |                                       |  |  |                                      |  |
|                                            | Hans Werner, barone di Hammerstein-Equord | Christoph Ludolph, barone di Hammerstein-Gesmold                |                                                     |  |  |       |  |  |                                       |  |  |                                      |  |
|                                            | Hans Werner, barone di Hammerstein-Equord | Christoph Ludolph, barone di Hammerstein-Gesmold                |                                                     |  |  |       |  |  |                                       |  |  |                                      |  |
|                                            | Hans Werner, barone di Hammerstein-Equord | Johanna Sophia Schenck von Winterstedt, signora di Quackenbruck |                                                     |  |  |       |  |  |                                       |  |  |                                      |  |
| Georg August, barone di Hammerstein-Equord | Hans Werner, barone di Hammerstein-Equord |                                                                 |                                                     |  |  |       |  |  |                                       |  |  |                                      |  |
|                                            |                                           | Louise von Schlippenbach                                        | Karl Friedrich, conte di Schlippenbach              |  |  |       |  |  |                                       |  |  |                                      |  |
|                                            |                                           | Louise von Schlippenbach                                        | Karl Friedrich, conte di Schlippenbach              |  |  |       |  |  |                                       |  |  |                                      |  |
|                                            |                                           | Louise von Schlippenbach                                        | Anna Barbara Sabina von Arnim                       |  |  |       |  |  |                                       |  |  |                                      |  |
| Ferdinandine von Hammerstein-Equord        |                                           | Louise von Schlippenbach                                        |                                                     |  |  |       |  |  |                                       |  |  |                                      |  |
|                                            |                                           | Georg, barone di Münster                                        | Johann Heinrich, barone di Münster                  |  |  |       |  |  |                                       |  |  |                                      |  |
|                                            |                                           | Georg, barone di Münster                                        | Johann Heinrich, barone di Münster                  |  |  |       |  |  |                                       |  |  |                                      |  |
|                                            |                                           | Georg, barone di Münster                                        | Mechtild Dorothea von Ledebur                       |  |  |       |  |  |                                       |  |  |                                      |  |
| Henriette von Münster                      |                                           | Georg, barone di Münster                                        |                                                     |  |  |       |  |  |                                       |  |  |                                      |  |
|                                            |                                           | Dorothea von Hammerstein-Gesmold                                | Wilhelm, barone di Hammerstein-Gesmold              |  |  |       |  |  |                                       |  |  |                                      |  |
|                                            |                                           | Dorothea von Hammerstein-Gesmold                                | Wilhelm, barone di Hammerstein-Gesmold              |  |  |       |  |  |                                       |  |  |                                      |  |
|                                            |                                           | Dorothea von Hammerstein-Gesmold                                | Clara Maria von Oer                                 |  |  |       |  |  |                                       |  |  |                                      |  |
|                                            |                                           | Dorothea von Hammerstein-Gesmold                                |                                                     |  |  |       |  |  |                                       |  |  |                                      |  |